# Élections législatives israéliennes de 2009
Les élections législatives israéliennes de 2009 se sont déroulées de manière anticipée le 10 février 2009 à la suite de la démission de Ehud Olmert de son poste de Premier ministre et à l’échec de Tzipi Livni, son successeur à la tête du parti Kadima, à reconstituer un gouvernement de coalition.

## Contexte

### Primaires de Kadima
Le 17 septembre 2008, Kadima organise l’élection de son leader, que Tzipi Livni remporte.  
| Candidat           | Parti              | Parti              | Voix   | %    |
| ------------------ | ------------------ | ------------------ | ------ | ---- |
| Tzipi Livni        |                    | Kadima             | 16 936 | 43,1 |
| Shaul Mofaz        |                    | Kadima             | 16 505 | 42,0 |
| Méir Chétrit       |                    | Kadima             | 3 327  | 8,5  |
| Avi Dichter        |                    | Kadima             | 2 563  | 6,5  |
|                    |                    |                    |        |      |
| Suffrages exprimés | Suffrages exprimés | Suffrages exprimés | 39 331 | 100  |

### Échec de Tzipi Livni à former un gouvernement et dissolution
À la suite de cette élection, l’ancien chef du parti Ehud Olmert, qui n’était pas candidat à sa propre succession, démissionne du poste de Premier ministre. Livni se donne alors six semaines pour former un nouveau gouvernement, mais fixe le 26 octobre comme date limite aux partis pour se prononcer sur leur position face au futur gouvernement. 
Alors que le Parti travailliste annonce sa participation au nouveau gouvernement, Shas, pourtant membre du gouvernement Olmert, s’y refuse, par opposition aux projets économiques et diplomatiques de Livni. Gil et Judaïsme unifié de la Torah déclinent également la proposition de Livni. Quant au Meretz, il avait entamé les discussions, mais pourtant le 26 octobre Livni demande officiellement au président, Shimon Peres, la tenue de nouvelles élections législatives, initialement prévues pour novembre 2010.
Celles-ci sont alors fixées au 10 février, étant donné l’impossibilité de former un gouvernement. Avant cette date, Ehud Olmert assurera donc l’intérim.

## Mode de scrutin
Les 120 députés de la Knesset sont élus tous les quatre ans, au plus tard le troisième mardi du mois hébraïque de heshvan, par un scrutin proportionnel plurinominal. Le seuil électoral est de 2 %.

## Partis représentés à la Knesset sortante
- Kadima, centre
- Parti travailliste israélien (Avoda), centre gauche
- Shas, ultra-orthodoxes séfarades
- Likoud, droite conservatrice
- Israel Beytenou, droite nationaliste russophone
- Le Foyer juif (HaBayit HaYehudi), sionistes religieux
- Gil, parti des retraités
- Judaïsme unifié de la Torah, ultra-orthodoxes ashkénazes
- Meretz, socialistes laïques
- Liste arabe unie- Ta’al, arabes israéliens
- Hadash, communiste
- Balad, arabes israéliens

## Sondages
| Partis                           | Sièges            | Sièges      | Sièges          | Sièges           | Sièges           | Sièges       | Sièges      | Sièges                 | Sièges          | Sièges       | Sièges       |
| Partis                           | Knesset 2006/2009 | Dahaf 27/10 | Teleseker 27/10 | Gal Hadash 30/10 | Gal Hadash 13/11 | Dialog 20/11 | Dahaf 20/11 | Shvakim Panorama 15/12 | Teleseker 19/12 | Dialog 25/12 | Dialog 31/12 |
| -------------------------------- | ----------------- | ----------- | --------------- | ---------------- | ---------------- | ------------ | ----------- | ---------------------- | --------------- | ------------ | ------------ |
| Kadima                           | 29                | 29          | 31              | 30               | 28               | 28           | 26          | 20                     | 30              | 26           | 27           |
| Avoda                            | 19                | 11          | 11              | 13               | 11               | 10           | 8           | 14                     | 12              | 11           | 16           |
| Shas                             | 12                | 11          | 8               | 10               | 10               | 10           | 11          | 12                     | 9               | 13           | 9            |
| Likoud                           | 12                | 26          | 29              | 31               | 33               | 34           | 32          | 34                     | 30              | 30           | 32           |
| Israel Beytenou                  | 11                | 9           | 11              | 8                | 7                | 10           | 9           | 11                     | 12              | 11           | 11           |
| Le Foyer juif (HaBayit HaYehudi) | 9                 | 7           | 7               | 6                | 6                | 4            | 6           | 4                      | 5               | 6            | 3            |
| Gil                              | 7                 | 2           | 0               | 0                | 0                | 0            | 0           | 0                      | 0               | 2            | -            |
| Judaïsme unifié de la Torah      | 6                 | 7           | 4               | 5                | 5                | 6            | 7           | 7                      | 5               | 5            | 5            |
| Meretz                           | 5                 | 6           | 5               | 5                | 7                | 7            | 7           | 6                      | 7               | 8            | 7            |
| Liste arabe unie- Ta’al          | 4                 | 10          | 11              | 10               | 10               | 11           | 11          | 9                      | 10              | 3            | 4            |
| Hadash                           | 3                 | 10          | 11              | 10               | 10               | 11           | 11          | 9                      | 10              | 3            | 4            |
| Balad                            | 3                 | 10          | 11              | 10               | 10               | 11           | 11          | 9                      | 10              | 2            | 2            |

## Résultats
|  | Kadima                      | 758 032   | 22,47  | 28  | - 1  |  |  |  |  |  |  |  |
|  | Likoud                      | 729 054   | 21,61  | 27  | +15  |  |  |  |  |  |  |  |
|  | Israel Beytenou             | 394 577   | 11,70  | 15  | +4   |  |  |  |  |  |  |  |
|  | Parti travailliste          | 334 900   | 09,93  | 13  | - 6  |  |  |  |  |  |  |  |
|  | Shas                        | 286 300   | 08,49  | 11  | - 1  |  |  |  |  |  |  |  |
|  | Judaïsme unifié de la Torah | 147 954   | 04,39  | 5   | - 1  |  |  |  |  |  |  |  |
|  | Liste arabe unie – Ta'al    | 113 954   | 03,38  | 4   | +/-0 |  |  |  |  |  |  |  |
|  | Union nationale             | 112 570   | 03,34  | 4   | ?*   |  |  |  |  |  |  |  |
|  | Hadash                      | 112 130   | 03,32  | 4   | +1   |  |  |  |  |  |  |  |
|  | Meretz                      | 99 611    | 02,95  | 3   | - 2  |  |  |  |  |  |  |  |
|  | Le Foyer juif               | 96 765    | 02,87  | 3   | ?*   |  |  |  |  |  |  |  |
|  | Balad                       | 83 739    | 02,48  | 3   | +/-0 |  |  |  |  |  |  |  |
|  | Gil                         | 17 571    | 00,52  | 0   | - 7  |  |  |  |  |  |  |  |
|  | Autres                      | 86 333    | 02,56  | 0   | +/-0 |  |  |  |  |  |  |  |
|  |                             |           |        |     |      |  |  |  |  |  |  |  |
|  | Total inscrits              | 3 416 587 | 100,00 |     |      |  |  |  |  |  |  |  |
|  | Blancs et nuls              | 43 097    | 1,26   |     |      |  |  |  |  |  |  |  |
|  | Total exprimés              | 3 373 490 | 98,74  | 120 |      |  |  |  |  |  |  |  |

Au soir du 10 février, les sondages sortie des urnes donnent une légère avance au parti Kadima de la centriste Tzipi Livni. Sa légère avance est confirmée par les résultats définitifs : Kadima (28 mandats) devancerait ainsi d’un siège le Likoud de Netanyahou. Le parti d’extrême droite, Israël Beitenu d’Avidgor Liebermann, s’impose comme troisième force du pays avec 15 sièges, en deçà cependant des prévisions des sondages. De son côté, le Parti travailliste Avoda n’en obtiendrait que 13, ce qui représente un échec cuisant pour le ministre de la Défense, Ehud Barak. Les ultra-orthodoxes de Shass sont, quant à eux, en léger repli avec 11 mandats obtenus.
Au soir de scrutin, et contrairement à ce qu’annonçaient les sondages, c’est le parti Kadima qui arrive en tête, obtenant un siège de plus que le Likoud.Le 20 février 2009, c’est cependant Benyamin Netanyahou, chef du parti de droite, que le président Shimon Peres  charge de former un nouveau gouvernement, Tzipi Livni ayant annoncé son intention de rester dans l’opposition.

## Analyses
Les thématiques sécuritaires ont dominé la campagne électorale, faisant passer les enjeux économiques et sociaux au second plan. Dans ce contexte, selon le journaliste Dominique Vidal, « la quête d’un homme fort, capable "d’imposer les conditions d’Israël aux Arabes", a sans doute amené des électeurs opposés à la politique néolibérale de la droite à voter néanmoins pour MM. Netanyahou ou Lieberman. »